# BHT 1
BHT 1 — государственный телеканал Боснии и Герцеговины, часть общественного вещателя BHRT (Радио и телевидение Боснии и Герцеговины). Телеканал вещает ежедневно 20 часов на одном из двух алфавитов (боснийской латинице или сербской кириллице) и на всех трёх государственных языках страны: сербском, хорватском и боснийском.
Телеканал начал свою работу 13 августа 2004 года и считается правопреемником Радиотелевидения Сараево, существовавшего в СФРЮ с 1961 по 1992 годы. В сетку вещания канала входят выпуски новостей, ток-шоу, документальные и художественные фильмы, детские передачи и прямые спортивные трансляции. BHT 1 представляет также услуги телетекста.

## В эфире

### Информационные программы
- Dnevnik — ежедневно в 19:00 и 23:00 (основные новости, спорт и погода)
- Vijesti — ежедневная в 08:00, 10:00, 12:00, 14:15 и 16:55
- Business News — новости бизнеса в 18:50 и 23:30
- BiH Danas — новости крупных городов Боснии и Герцеговины (Баня-Лука, Бихач, Мостар, Тузла, Зеница
- Global — журнал международных новостей, бизнес и политика
- Euroimpuls — программа о взаимоотношениях БиГ и Евросоюза
- Na dnevnom redu — новости Парламентской ассамблеи Боснии и Герцеговины
- Govor tišine — обзор телепрограмм на жестовом языке
- Neriješen slučaj — ежемесячная программа, в которой рассматривается сотрудничество телезрителей с полицией (Государственное агентство расследований и защиты[англ.]) для решения серьёзных проблем

### Ток-шоу
- Treća strana — политический журнал, выходит по понедельникам
- Crta — политический журнал, выходит по воскресеньям
- Jedan — интервью с гостями

### Развлекательные программы
- Jutarnji program — утреннее шоу производства BHRT и RTVFBiH
- BHT popodne — дневное шоу на тему культуры, музыки и образа из жизни
- BH gastro kutak — ежедневная кулинарная программа с приглашёнными звёздами, готовящими боснийские национальные блюда
- Konačno petak! — пятничное телешоу с Майей Миралем и Деяном Кукричем
- Евровидение — ежегодный европейский музыкальный конкурс, трансляция полуфиналов и финалов в прямом эфире

### Спорт
Телеканал BHT 1 обладает правами на показ следующих соревнований:
- Футбол
  - Чемпионат мира по футболу
  - Чемпионат Европы по футболу
  - Лига чемпионов УЕФА (также по средам на канале Televizija OBN)
  - Лига Европы УЕФА
  - Чемпионат Боснии и Герцеговины по футболу
  - Матчи сборной Боснии и Герцеговины по футболу
  - английская Премьер-лига
- Кубок мира по горнолыжному спорту
- Летние Олимпийские игры
- Зимние Олимпийские игры

### Документальные передачи
- Interview 20 — интервью с гостями из Боснии и балканских стран
- Putevi zdravlja — программа о медицине, здоровье и красоте
- Smanji gas! — программа об автоиндустрии, обслуживании автомобиля и автогонках
- Crna ovca — программа о культурных событиях и ночной жизни
- Izazovi poljoprivrede — программа о сельском хозяйстве
- Ekologika — программа об экологической ситуации
- Josip Pejaković: U ime naroda — истории из жизней простых людей Боснии и Герцеговины
- Pod krovom — устройство жилья, архитектура и дизайн, рекомендации от профессионалов
- Društvo znanja — о боснийских университетах, науке и технологии
- Život & ostalo — документальные фильмы о жизни боснийцев
- Duhovni mostovi — программа о религии в стране
- Bar kod — программа о защите прав потребителей

### Культура
- Dimenzija više — еженедельная программа о главных культурных событиях в стране (музейные выставки, презентации книг, концерты классической музыки, театральные постановки, опера и балет)
- Dimenzija više — Specijal — программа, посвящённая крупномасштабным культурными событиям (Сараевский кинофестиваль, Международный театральный фестиваль MESS Sarajevo и международный зимний Сараевский фестиваль
- Veliki ekran — программа о кинофильмах

### Детские программы
- Mini school — уроки английского и рисование
- Frenderi — география Боснии и Герцеговины
- BeHaTe Bebe — о словах и выражениях в языке
- Nema problema — программа для подростков
- Thinking Box — программа о стиле жизни

### Зарубежные телесериалы
- «Рабыня Изаура»
- «Бруско[англ.]»
- «В чём вина Фатмагюль?»
- «Эзель[англ.]»
- «Запах дождя на Балканах[англ.]»
- «Люби меня таким»